# 8. ročník udílení Zlatých glóbů
8. ročník udílení Zlatých glóbů se konal 28. února 1951 v Los Angeles. Nominace byly vyhlášeny 9. února. Začátkem padesátých let vyvrcholily rozepře uvnitř Asociace zahraničních novinářů, která Zlaté glóby uděluje. Tyto změny přinesly nejen nová pravidla a vznik dvou sdružení novinářů, ale taky nové ceny, jako je Cena Cecil B. DeMilla za celoživotní přínos a v neposledné řadě i rozdělení hlavních kategorií podle žánrů na drama a komedie / muzikál. Na 8. ročníku udělování poprvé vyhlásili vítěze v kategorii Henrietta Award, ve které světové magazíny, noviny a rozhlasové stanice oceňovaly nejoblíbenější herce filmového průmyslu. Dnes již neexistující cena byla pojmenována po prezidentovi Henry Grisovi.

## Vítězové a nominovaní

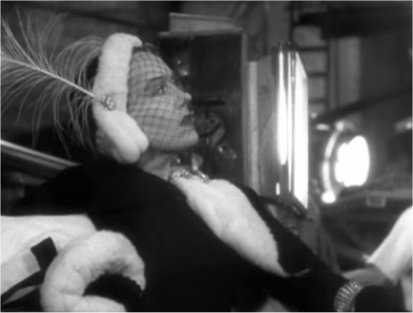
Nejlepší herečka v dramatu Gloria Swanson

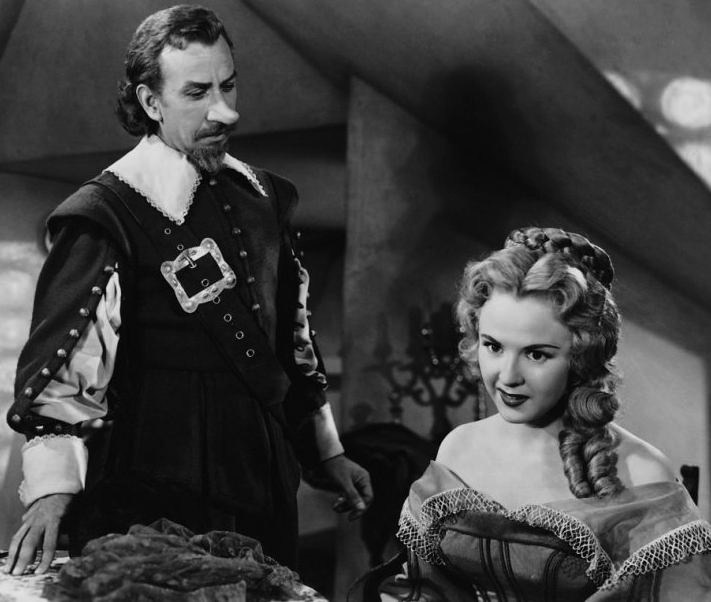
Nejlepší herec v dramatu José Ferrer (na fotce s herečkou Malou Powers)

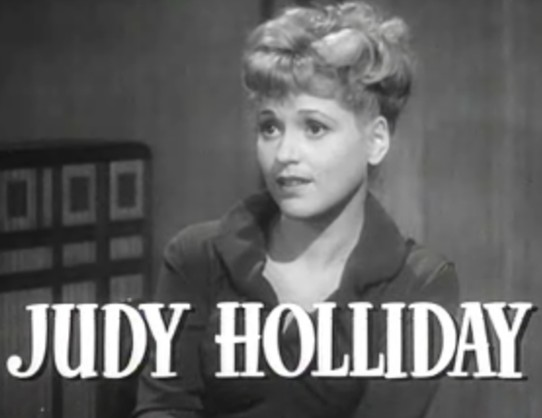
Nejlepší herečka v komedii / muzikálu Judy Holliday

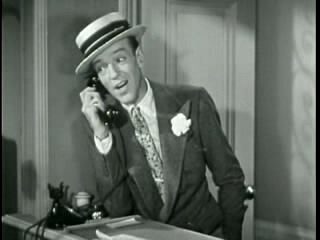
Nejlepší herec v komedii / muzikálu Fred Astaire

### Nejlepší film
Sunset Blvd.
- Vše o Evě
- Včera narození
- Cyrano z Bergeraku
- Harvey

### Nejlepší režie
Billy Wilder – Sunset Blvd.
- George Cukor – Včera narození
- John Huston – Asfaltová džungle
- Joseph L. Mankiewicz – Vše o Evě

### Nejlepší herečka (drama)
Gloria Swanson – Sunset Blvd.
- Bette Davis – Vše o Evě
- Judy Holliday – Včera narození

### Nejlepší herečka (komedie / muzikál)
Judy Holliday – Včera narození
- Spring Byington – Louisa
- Betty Hutton – Annie Get Your Gun

### Nejlepší herec (drama)
José Ferrer – Cyrano z Bergeraku
- Louis Calhern – The Magnificent Yankee
- James Stewart – Harvey

### Nejlepší herec (komedie / muzikál)
Fred Astaire – Tři slovíčka
- Dan Dailey – When Willie Comes Marching Home
- Harold Lloyd – The Sin of Harold Diddlebock

### Nejlepší herečka ve vedlejší roli
Josephine Hull – Harvey
- Judy Holliday – Adamovo žebro (film, 1949)
- Thelma Ritter – Vše o Evě

### Nejlepší herec ve vedlejší roli
Edmund Gwenn – Mister 880
- George Sanders – Vše o Evě
- Erich von Stroheim – Sunset Blvd.

### Nejlepší scénář
Joseph L. Mankiewicz – Vše o Evě
- John Huston – Asfaltová džungle
- Charles Brackett – Sunset Blvd.

### Nejlepší hudba
Franz Waxman – Sunset Blvd.
- Bronislau Kaper – A Life of Her Own
- Leith Stevens – Destination Moon

### Nejlepší kamera (černobílá)
Franz F. Planer – Cyrano z Bergeraku
- Asfaltová džungle – Harold Rosson
- Sunset Blvd. – John F. Seitz

### Nejlepší kamera (barevná)
Robert Surtees – Doly krále Šalamouna
- Ernest Palmer – Zlomený šíp
- George Barnes – Samson a Dalila

### Nejlepší film podporující porozumění mezi národy
Zlomený šíp – režie Delmer Daves
- The Next Voice You Hear… – režie William A. Wellman
- Letecký most – režie George Seaton

### Objev roku
Gene Nelson – Tea For Two
- Mala Powers – Cyrano z Bergeraku
- Debbie Reynolds – Tři slovíčka

### Henrietta Award (Oblíbenci světového filmu)
Gregory Peck

Jane Wyman